# 谷山花猿
谷山 花猿（たにやま かえん、1932年（昭和7年）3月 - 2018年（平成30年）は、日本の俳人、経済学者。専門は 日本金融史。本名は伊牟田敏充で法政大学名誉教授、遼寧大学名誉教授。月刊『俳句人』編集長、新俳句人連盟会長（1998-1999年）、現代俳句協会副幹事長を歴任。第7回新俳句人連盟賞受賞。満州国奉天省（現在の遼寧省瀋陽市）出身。

## 生涯
1932年、満洲国奉天省に生まれる。敗戦により家族とともに帰国。東京大学経済学部、東京大学大学院経済学研究科から助教を経て法政大学経営学部の教授となる。
俳句は1971年、ホトトギス系の「山茶花」に入会、下村非文に師事するも、1973年に橋本夢道と出会い社会性俳句に傾倒、夢道の推薦で新俳句人連盟に入会し、同時に当時委員長だった古沢太穂の「道標」に入る。のち現代俳句協会会員。1978年、「身辺雑唱」が『赤旗』五十周年記念文学作品賞選外佳作となり、翌年の1979年には「昭和末代」で第7回新俳句人連盟賞を受賞した。俳句を始めたのは39歳からと遅かったが、新俳句人連盟、現代俳句協会の両団体を跨ぐ論客として数多くの評論を残し、1982年10月号から月刊『俳句人』編集長、1998年には新俳句人連盟の会長に就任。翌年の退任の後、現代俳句協会の副幹事長となった。2004年、第41回現代俳句全国大会において毎日新聞社賞受賞。
日本金融史の研究や俳句研究の傍ら、教授職にあった法政大学の他、母校の東京大学大学院経済学研究科をはじめ早稲田大学商学部、東京経済大学経済学部、広島大学大学院経済学研究科など多くの商学、経済学の大学機関で講師を務めた。また戦後引揚者として苦学した経験から、新俳句人連盟や原爆忌東京俳句大会における平和運動をはじめ、専修大学経済学部二部（夜間学部）や法政大学通信教育部の講師を務めるなど、勤労学生の教育にも尽力した。
2018年に死去。

## 谷山花猿名義
- 『句集 われらの息』（1984・泉書館）
- 『戦争と俳句 谷山花猿評論集』（1984・現代俳句協会）
- 『俳句の対話法』（1993・新俳句人連盟。全国書誌番号:94050916、OCLC 675649236。）
- 『明日への俳句』（1996・新俳句人連盟）
- 『時代と俳句』（1999・新俳句人連盟。全国書誌番号:20034443、OCLC 674795698。）
- 『風への視線』（2000・現代俳句協会。全国書誌番号:20038377、OCLC 676045050。）
- 『句集 有事』（2001・現代俳句協会。全国書誌番号:20179087、NCID BA61506324。）
- 『評論集 闘う俳句』（2007・現代俳句協会）
- 『俳句的コラージュ〈A〉』（2009・現代俳句協会。全国書誌番号:21687144、NCID BB03178600。）
- 『俳句的コラージュ〈B〉』（2009・現代俳句協会。全国書誌番号:21687145、NCID BB03178600。）

## 伊牟田敏充名義
- 『資本主義の形成と発展』（1968・東京大学出版会。全国書誌番号:49009487、OCLC 20656789。） ※共編
- 『証券経済論』（1970・有斐閣。全国書誌番号:70001916、NCID BN00884159。） ※共編
- 『史料帝国経済会議』（1987・国書刊行会。全国書誌番号:87055719、NCID BN01249815。） ※渋谷隆一との共著
- 『戦時体制下の金融構造』（1991・日本評論社。ISBN 4535579334）
- 『昭和経済史』（1994・日経文庫（3冊）。ISBN 4532104904（上）、ISBN 4532104912（中）、ISBN 4532104920（下）） ※共編
- 『昭和金融恐慌の構造』（2002・経済産業調査会。ISBN 480652672X）